# 신현호 (1953년)
신현호(申鉉浩, 1953년 9월 21일 ~ )은 대한민국의 축구 선수 및 축구 지도자이다.

## 클럽 경력
포항제철 축구단, 충의 축구단, 할렐루야 축구단 등에서 활약하였으며 구단 운영 방침에 대한 반발 때문에 1982년 4월 29일 이영무 김철용 박민재 조병득과 함께 할렐루야 축구단을 퇴단했으나 다음 해인 1983년 8월 할렐루야 축구단으로 돌아왔다.

## 국가대표팀 경력
1980년 AFC 아시안컵에 대한민국 축구 국가대표팀의 일원으로 참석하였다.

## 지도자 경력
이후 할렐루야 축구단, 숭실대학교, 한양대학교 등에서 지도자 생활을 이어갔다.